# سیدبازار
سیدبازار (به ترکی آذربایجانی: Seyidbazar) یک منطقهٔ مسکونی در جمهوری آذربایجان است که در شهرستان جلیل‌آباد واقع شده‌است. سیدبازار ۱٬۱۷۱ نفر جمعیت دارد.